# The Chronicle (serie televisiva)
The Chronicle  è una serie televisiva statunitense in 22 episodi trasmessi per la prima volta nel corso di una sola stagione dal 2001 al 2002.
Basta su una serie di romanzi di Mark Sumner, è una serie di fantascienza a sfondo horror incentrata sulle vicende di un gruppo di cronisti di un tabloid, The Chronicle, e sulle loro reazioni quando si rendono conto che vari mostri leggendari, alieni e mutanti di varia natura si rivelano essere reali.

## Personaggi e interpreti
- Grace Hall (22 episodi, 2001-2002), interpretata da Rena Sofer.
- Tucker Burns (22 episodi, 2001-2002), interpretato da Chad Willett.
- Wes Freewald (22 episodi, 2001-2002), interpretato da Reno Wilson.
- Donald Stern (22 episodi, 2001-2002), interpretato da Jon Polito.
- Vera (16 episodi, 2001-2002), interpretato da Sharon Sachs.
- 'Pig Boy' (14 episodi, 2001-2002), interpretato da Curtis Armstrong.
- Tow Truck Driver (8 episodi, 2001-2002), interpretato da Hosea Simmons.
- Agente FBI #2 (7 episodi, 2001-2002), interpretato da Jeff Diaz.
- Kristen Martin (7 episodi, 2001-2002), interpretata da Elaine Hendrix.
- Ruby Rydell (6 episodi, 2001-2002), interpretata da Octavia Spencer.
- Detective Hector Garibaldi (5 episodi, 2001-2002), interpretato da Len Cordova.

## Produzione
La serie fu girata a San Diego in California e a Vancouver, in Canada. Le musiche furono composte da Tom Harriman e Donald Markowitz.

### Registi
Tra i registi sono accreditati:
- Sanford Bookstaver in 4 episodi (2001-2002)
- Adam Davidson in 4 episodi (2001-2002)
- Krishna Rao in 4 episodi (2001-2002)
- John T. Kretchmer in 2 episodi (2001)
- Jay Tobias in 2 episodi (2002)

### Sceneggiatori
Tra gli sceneggiatori sono accreditati:
- Javier Grillo-Marxuach in 6 episodi (2001-2002)
- Silvio Horta in 4 episodi (2001-2002)
- Henry Alonso Myers in 4 episodi (2001-2002)
- Naren Shankar in 2 episodi (2001)
- Hans Beimler in 2 episodi (2002)
- Jeff Diaz in 2 episodi (2002)

## Distribuzione
La serie fu trasmessa negli Stati Uniti dal 14 luglio 2001 al 22 marzo 2002 sulla rete televisiva Sci-Fi Channel. In Italia è stata trasmessa dall'agosto del 2003 su Fox con il titolo The Chronicle.
Alcune delle uscite internazionali sono state:
- negli Stati Uniti il 14 luglio 2001 (The Chronicle)
- in Brasile il 20 agosto 2002
- in Svezia l'8 settembre 2002
- in Svizzera il 13 novembre 2004 (Les chroniques du mystère)
- in Finlandia il 17 gennaio 2006 (Salaiset arkistot)
- in Italia (The Chronicle)

## Episodi
| Stagione       | Episodi | Prima TV USA |
| -------------- | ------- | ------------ |
| Prima stagione | 22      | 2001-2002    |